# Janet Dibley
Janet Dibley (Doncaster, 13 december 1958) is een Britse actrice en scenarioschrijfster.

## Biografie
Dibley werd geboren in Doncaster in een gezin van vier kinderen en groeide op in Leeds. Zij haalde haar bachelor of arts in theaterwetenschap aan de Rose Bruford College in Londen.
Dibley begon in 1983 met acteren in de televisieserie A Brother's Tale, waarna zij nog meerdere rollen speelde in televisieseries en films. Zij is vooral bekend van haar rol als dr. Elaine Cassidy in de televisieserie Doctors waar zij in 273 afleveringen speelde (2010-2012). Als scenarioschrijfster heeft zij in 2013 en 2014 drie afleveringen geschreven voor de televisieserie Doctors. Naast het acteren voor televisie is zij ook actief in lokale theaters, zo heeft zij ook gespeeld in het Royal National Theatre in Londen.
Dibley is getrouwd met acteur Tyler Butterworth met wie zij twee zonen heeft.

## Filmografie

### Films
- 2013 Jack et la mécanique du coeur - als jonge moeder (Engelse stem)
- 2011 My Angel - als moeder

### Televisieseries
Uitgezonderd eenmalige gastrollen.
- 2018-2021 Unforgotten - als Jenny - 5 afl.
- 2018-2020 Coronation Street - als Melinda Calvert - 10 afl.
- 1997-2016 EastEnders - als Lorna Cartwright - 21 afl.
- 2015 WPC 56 - als Iris Hartley - 4 afl.
- 2010-2012 Doctors - dr. Elaine Cassidy - 273 afl.
- 2011 Waking the Dead - als Denise Metcalf - 2 afl.
- 2006-2007 The Chase - als Deborah Johnson - 20 afl.
- 2003-2005 The Bill - als Tamsin Parker / Helen Burrows - 4 afl.
- 2000-2005 Fat Friends - als Carol McGary - 25 afl.
- 2000-2001 Casualty - als Amanda Lewis - 12 afl.
- 1997 Band of Gold - als Paula Graham - 2 afl.
- 1986-1990 The Two of Us - als Elaine Walker / Elaine Phillips - 32 afl.